# Bīshehgāh
Bīshehgāh (persiska: بیشه گاه) är en ort i Iran.   Den ligger i provinsen Gilan, i den nordvästra delen av landet, 280 km nordväst om huvudstaden Teheran. Bīshehgāh ligger 12 meter över havet och antalet invånare är 349.
Terrängen runt Bīshehgāh är platt åt nordost, men åt sydväst är den kuperad.Runt Bīshehgāh är det tätbefolkat, med 493 invånare per kvadratkilometer. Närmaste större samhälle är Ziabar, 6,1 km öster om Bīshehgāh. Trakten runt Bīshehgāh består till största delen av jordbruksmark.